# Kira Toussaint
Kira Toussaint (ur. 22 maja 1994 w Amstelveen) – holenderska pływaczka specjalizująca się w stylu grzbietowym i dowolnym, mistrzyni świata i rekordzistka globu na krótkim basenie.

## Kariera
W 2016 roku na igrzyskach olimpijskich w Rio de Janeiro z czasem 1:01,17 zajęła 18. miejsce w konkurencji 100 m stylem grzbietowym.
Rok później, w lipcu podczas mistrzostw świata w Budapeszcie na dystansie 100 m stylem grzbietowym uplasowała się na 16. miejscu, uzyskawszy czas 1:00,76. W konkurencji 50 m stylem grzbietowym zajęła 17. pozycję (28,30).
W grudniu tego samego roku na mistrzostwach Europy na krótkim basenie w Kopenhadze zdobyła złoto, płynąc w sztafecie mieszanej 4 × 50 m stylem zmiennym, która czasem 1:37,71 poprawiła rekord mistrzostw. Toussaint płynęła także w wyścigu eliminacyjnym kobiecych sztafet 4 × 50 m stylem dowolnym i otrzymała złoty medal, kiedy Holenderki zwyciężyły w finale. W konkurencji 100 m stylem grzbietowym wywalczyła srebro, uzyskawszy czas 56,21. 
Podczas mistrzostw Europy w Glasgow w 2018 roku zdobyła srebrne medale w kobiecej i mieszanej sztafecie 4 × 100 m stylem dowolnym. Na dystansie 50 i 100 m stylem grzbietowym była ósma. 
W lipcu 2019 roku na mistrzostwach świata w Gwangju w konkurencji 50 m stylem grzbietowym z czasem 27,85 została sklasyfikowana na ósmej pozycji. Na dwukrotnie dłuższym dystansie była trzynasta (1:00,13). Płynęła także w sztafecie 4 × 100 m stylem dowolnym kobiet, która zajęła czwarte miejsce.
Kilka miesięcy później, podczas mistrzostw Europy na krótkim basenie w Glasgow zdobyła pięć medali. Zwyciężyła w konkurencjach 50 i 100 m stylem grzbietowym, uzyskawszy odpowiednio czasy 25,84 i 55,71. Na dystansie 200 m stylem grzbietowym była trzecia z czasem 2:03,04. Zdobyła także złoto w sztafecie kobiet 4 × 50 m stylem dowolnym i srebro w sztafecie mieszanej 4 × 50 m stylem zmiennym.
14 listopada 2020 roku na zawodach International Swimming League w Budapeszcie pobiła rekord świata na dystansie 50 m stylem grzbietowym, uzyskawszy czas 25,60.
W maju 2021 roku podczas mistrzostw Europy w Budapeszcie z czasem 27,36 zwyciężyła w konkurencji 50 m stylem grzbietowym. Wywalczyła również srebrne medale w sztafetach kobiecej i mieszanej 4 × 100 m stylem dowolnym. Na dystansie 100 m stylem grzbietowym była czwarta, uzyskawszy czas 59,32.

## Życie prywatne
Toussaint jest córką Jolandy de Rover, mistrzyni olimpijskiej na dystansie 200 m stylem grzbietowym z 1984 roku.

## Rekordy świata
| Data              | Miejsce   | Konkurencja             | Basen      | Rezultat | Status                    |
| ----------------- | --------- | ----------------------- | ---------- | -------- | ------------------------- |
| 14 listopada 2020 | Budapeszt | 50 m stylem grzbietowym | 25-metrowy | 25,60    | wyrównany 18 grudnia 2020 |
| 18 grudnia 2020   | Amsterdam | 50 m stylem grzbietowym | 25-metrowy | 25,60    | aktualny                  |